# Louis Sanne
John Louis Adolphe Sanne (* 21. August 1875 in Aux Cayes; † 7. Oktober 1940 in Berlin) war ein Abgeordneter der Hamburgischen Bürgerschaft und Publizist.

## Wirken als Kaufmann und Politiker
Louis Sanne war ein Sohn des Kaufmanns Ludwig Sanne (1842–1875). Der Vater, der wenige Tage nach der Geburt seines Sohnes starb, arbeitete auf Haiti, wo Louis Sanne zur Welt kam. Gemeinsam mit der Mutter Theda Sanne, geborene Gerdes (1849–1927), zog er nach dem Tod des Vaters nach Paris, wo er sieben Jahre lebte. Danach ging er mit der Mutter nach Hamburg. Hier besuchte er die Vorschule für Knaben in der Neuen Rabenstraße 15 unter der Leitung von Th. Wahnschaff. Ab Ostern 1885 lernte er am Wilhelm-Gymnasium. Am 11. März 1891 beendete er die Untersekunda mit der Befähigung für den einjährig-freiwilligen Militärdienst. Anschließend absolvierte er eine dreijährige kaufmännische Berufsausbildung bei der Firma Weber & Schaer, die ihm danach zu einer Stelle bei Arning & Co. in Manchester verhalf. Am 2. Oktober 1900 heiratete er dort Dora Louise Adele Emilia Grommé (1875–1933), deren Vater ein gut situierter Kaufmann war.
Gemeinsam mit seiner Ehefrau ging Sanne zurück nach Hamburg. Mit seinem früheren Arbeitgeber Weber & Schaer beteiligte sich Sanne als Kommanditist an der Ludwig Deuss & Co. Er zahlte 150.000 Goldmark in das 1892 gegründete Unternehmen ein und erhielt eine Prokuristenstelle. Da das Unternehmen Im- und Exportgeschäfte mit Afrika tätigte, reiste Sanne 1901 für längere Zeit durch mehrere ostafrikanische Länder. Am 22. Januar 1904 erhielt er den Direktorenposten der Gesellschaft Süd-Kamerun. Da er am 12. April 1907 weitere 100.000 Goldmark als Einlage bei Ludwig Deuss & Co. einzahlte, muss er geschäftlich erfolgreich gewesen sein.
1910 wurde Sanne zum Handelsrichter bestellt. Als gewählter Notabler zog er im selben Jahr in die Hamburgische Bürgerschaft ein. Für die Bürgerschaft fungierte er 1911 als Steuerschätzungsbürger im Bezirk 1, Altstadt Süd. 1915 übernahm er auch das Amt des Schriftführers. Der Hamburger Senat delegierte ihn am 29. September 1916 als einen von fünf Bürgern in das Kriegsversorgungsamt. Seit dem 10. Dezember 1917 gehörte er der Senatskommission für die Justizverwaltung an. Wenig später koalierten in der Bürgerschaft die Rechten, das Linke Zentrum und die Linken in der Nationalliberalen Fraktion. Sanne übernahm in dieser Zeit den Posten des zweiten stellvertretenden Vorsitzenden der Nationalliberalen Partei, die Ende 1918 in der Deutschen Volkspartei (DVP) aufging. Sanne gehörte zu den 26 Personen, die einen Sitz im Landesausschuss der DVP hatten.
Anfang 1922 nahm Sanne als Delegierter der Hamburgischen Bürgerschaft an der „Senats- und Bürgerschaftskommission zur Vorbereitung der Maßnahmen zum Wiederaufbau von Hamburgs Handel, Schiffahrt und Industrie“ teil. Somit gehörte er dem Präsidium und dem Arbeitsausschuss an, der die „Hamburger Übersee-Woche“ vorbereitete und durchführte, die vom 17. bis 27. August 1922 stattfand. Vom 1. Dezember 1926 bis zum 30. Juni 1928 arbeitete er als Gesandtschaftsrat an der Hamburgischen Gesandtschaft mit Sitz in Berlin. Von der Gesandtschaft in Berlin wechselte Sanne zu den Erben des Verlegers Johann Heinrich Hermann. Als Verlagsdirektor verantwortete er die Hamburger Nachrichten, die bis zur Machtergreifung 1933 erschienen.

## Engagement im Roten Kreuz
Mit dem Ausbruch des Ersten Weltkriegs kamen Sannes Handelsgeschäfte mit Afrika ins Stocken. Da er eine Herzkrankheit hatte und somit als wehruntauglich galt, engagierte er sich im Hamburgischen Landesverband des Deutschen Roten Kreuzes. Unter der Leitung von Max von Schinckel übernahm Sanne als stellvertretender Vorsitzender die Tagesgeschäfte. Er begleitete hin und wieder Lazarettzüge an die Front, um sich über die Bedürfnisse der Soldaten zu informieren und die Arbeit des Roten Kreuzes entsprechend anpassen zu können. Kaiser Wilhelm II. zeichnete Sanne für seinen Einsatz mit der Rot-Kreuz-Medaille aus. 
Nach Kriegsende übernahm Sanne 1920 in der Nachfolge von Max von Schinckel das Amt des Präsidenten des Hamburgischen Landesvereins. Als von den Landesvereinen gewählter Delegierter zog er kurze Zeit später in den Hauptvorstand des Roten-Kreuzes in Berlin ein. Am 16. Februar 1920 erhielt er eine außerordentliche Vollmacht des Zentralkomitees der deutschen Rot-Kreuz-Vereine. Er besuchte das Internationale Komitee des DRK in Genf, wo ein Kontakt zur American Relief Administration entstand, die ihn in die USA einlud. Sanne reiste vom 19. August bis zum 11. November 1920 und im März 1924 in mehrere amerikanische Großstädte, in denen er für amerikanische Lebensmittelspenden dankte und um weitere Hilfe bat.
1926 schied Sanne aus dem Hamburgischen Landesverein aus und erhielt eine staatliche Stelle. Auf Bitten seines Nachfolgers Wilhelm Cuno blieb er jedoch weiterhin Vorstandsmitglied. Cuno verließ den Landesverband 1930. Sanne leitete die Hamburger Organisation danach bis zur Machtergreifung 1933.

## Wirken während der Zeit des Nationalsozialismus
Am 1. Mai 1933 trat Sanne in die NSDAP ein, vermutlich, da er weiterhin für das Rote Kreuz tätig sein wollte. Am 1. Mai 1934 musste er auf Anweisung des neuen Präsidenten des DRK den Posten in Berlin abgeben. Dieser ernannte ihn zum Ehrenpräsidenten des Hamburgischen Landesverbandes, der nun „DRK Hamburgischer Landes-Männerverein“ hieß. Aufgrund seiner Fähigkeiten und Kontakte zu amerikanischen Hilfsorganisationen erhielt er Ende 1939 den Posten des „Beauftragten des Deutschen Roten Kreuzes beim Generalgouverneur für die besetzten polnischen Gebiete“. In dieser Position in Krakau sollte Sanne dafür sorgen, dass Hilfsgüter aus dem Ausland korrekt verteilt wurden. Die Spenden kamen von der von Herbert Hoover gegründeten Commission for Polish Relief, Inc., vom Joint Distribution Committee und anderen Rot-Kreuz-Institutionen und waren für die ausgebeuteten polnischen und jüdischen Einwohner bestimmt. Sanne führte komplizierte Verhandlungen mit vielen Gesprächsteilnehmern, die in dem „Hauptfürsorgerat“ Rada Glowna Opiekuricza mündeten. Diese Institution koordinierte die Arbeit der ortsansässigen Hilfsorganisationen und der Besatzungsmacht. Die von Sanne erarbeitete Satzung räumte Generalgouverneur Hans Frank und dem SS-Obergruppenführer Friedrich-Wilhelm Krüger einige Mitbestimmungsrechte ein, ermöglichte aber dennoch die geregelte Versorgung der Bedürftigen. Für sein Engagement erhielt Sanne auch von polnischer Seite Lob.

## Sonstiges Engagement
Louis Sanne trat vor dem Ersten Weltkrieg in die Hamburger Sektion der Deutschen Kolonialgesellschaft ein. Er förderte die Hamburgische Wissenschaftliche Stiftung und die zweite Hamburger Südsee-Expedition. Außerdem engagierte er sich für die Tagung der Deutschen Kolonialgesellschaft, die vom 3. bis 7. Juni 1912 in Hamburg stattfand. Von 1914 bis 1920 gehörte er zu einer vom Hamburger Senat etablierten Kommission des Museums für Völkerkunde. Dieses Museum ist im Besitz mehrerer Diapositive, die Sanne während seiner Reisen durch Afrika machte. Für mehrere Jahre übernahm er den Vorsitz der Gesellschaft zur Förderung der Amateurfotografie. 
In den 1920er Jahren schrieb Sanne viele Aufsätze zur Wirtschaftspolitik, die in den Hamburger Stimmen erschienen. Da er vor dem Ersten Weltkrieg mit Afrika Handel getrieben hatte, verwundert nicht, dass er in der Nachkriegszeit dazu aufrief, die dortigen deutschen Kolonien zurückzugeben. Aufgrund seines Interesses für afrikanische Länder setzte er sich für das Institut für Schiffs- und Tropenkrankheiten ein. Im August 1921 gehörte er zu den Gründungsmitgliedern der Vereinigung der Freunde des Hamburger Tropeninstitutes. Das Institut ehrte ihn bei der Feier des 25-jährigen Bestehens am 17. Oktober 1925 mit der Ehrendoktorwürde der Medizin.

## Tod
Louis Sanne, der drei Söhne hatte, erkrankte während seiner Zeit in Polen im August 1940. Er reiste daraufhin nach Berlin, wo er sich behandeln lassen wollte. Hier starb er am 7. Oktober desselben Jahres. Sein Grab ist heute auf dem Friedhof Ohlsdorf zu finden.